# مويولا
مويولا هي بلدية في مقاطعة كونيو في منطقة بيدمونت الإيطالية، وتقع على بعد نحو 90 كيلومتر (56 ميل) جنوب غرب تورينو و 15 كيلومتر (9 ميل) جنوب غرب كونيو.
تقع مويولا على حدود البلديات التالية: بورغو سان دالماتسو، ديمونتي، غايولا، فالديري، فالوريت.
من عام 1928 إلى عام 1946 أدمجت مويولا مع بلدية غايولا.